# San Bartolo, Tampamolón Corona
San Bartolo är en ort i Mexiko.   Den ligger i kommunen Tampamolón Corona och delstaten San Luis Potosí, i den centrala delen av landet, 240 km norr om huvudstaden Mexico City. San Bartolo ligger 100 meter över havet och antalet invånare är 155.
Terrängen runt San Bartolo är platt åt sydost, men åt nordväst är den kuperad. Runt San Bartolo är det ganska glesbefolkat, med 50 invånare per kvadratkilometer. Närmaste större samhälle är Tampacan, 18,6 km sydost om San Bartolo. Omgivningarna runt San Bartolo är en mosaik av jordbruksmark och naturlig växtlighet.